# Schwedischer Fußballpokal der Männer 2025/26
Der schwedische Fußballpokal 2025/26 (auch Svenska Cupen 2025/26 genannt) ist die 70. Austragung des Fußballpokalwettbewerbs der Männer. Die 1. Runde begann am 14. Mai 2025. Das Finale findet im Mai 2026 statt. Titelverteidiger ist BK Häcken.
Der Sieger erhält einen Startplatz für die 1. Qualifikationsrunde der UEFA Europa League 2026/27.

## Modus
Die K.-o.-Spiele werden in einer Begegnung entschieden. Bei unentschiedenem Ausgang gibt es eine Verlängerung von zweimal 15 Minuten und gegebenenfalls ein Elfmeterschießen. In der 1. Runde treten 64 Mannschaften der dritten Spielklasse oder darunter gegeneinander an. Den Siegern wird in der 2. Runde ein Verein der Allsvenskan bzw. der Superettan zugelost.
Die 32 Sieger qualifizieren sich für die Gruppenphase. In jeder Gruppe werden zwei gesetzte und zwei ungesetzte Mannschaften gelost. Dort spielt jedes Team in einer einfachen Runde gegen die anderen drei Gruppengegner. Die Gruppensieger erreichen das Viertelfinale. In allen K.-o.-Runden haben unterklassige Vereine Heimrecht.

## Teilnehmer
| Fotbollsallsvenskan (16) (Level 1)                                                                                                   | Fotbollsallsvenskan (16) (Level 1) | Superettan (16) (Level 2) | Superettan (16) (Level 2) |
| --- | --- | --- | --- |
| - IF Brommapojkarna - Degerfors IF - Djurgårdens IF - IF Elfsborg - GAIS Göteborg - IFK Göteborg - BK Häcken - Halmstads BK          | - Hammarby IF - Malmö FF - Mjällby AIF - IFK Norrköping - Östers IF - IK Sirius - AIK Solna - IFK Värnamo                                                  | - IK Brage - Falkenbergs FF - Helsingborgs IF - Kalmar FF - Landskrona BoIS - IK Oddevold - Örebro SK - Örgryte IS                                                                                   | - Östersunds FK - Sandvikens IF - GIF Sundsvall - Trelleborgs FF - Umeå FC - Utsiktens BK - Varbergs BoIS - Västerås SK                                                                  |
| Division 1 (18) (Level 3) | Division 1 (18) (Level 3) | Division 2 (26) (Level 4) | Division 2 (26) (Level 4) |
| - FC Arlanda - Assyriska FF - Enköpings SK - Eskilsminne IF - Gefle IF - IFK Haninge - Karlbergs BK - IF Karlstad Fotboll - Lunds BK | - BK Olympic - FC Rosengård 1917 - IFK Skövde - Sollentuna FK - FC Stockholm Internazionale - IFK Stocksund - Torslanda IK - FC Trollhättan - Vasalunds IF | - Arameisk Syrianska IF - FBK Balkan - FOC Farsta - IF Franke - Friska Viljor FC - FC Gute - Högaborgs BK - FC Järfälla - FBK Karlstad - Korsnäs IF - Kristianstad FC - Kubikenborgs IF - Laholms SK | - Lindome GIF - Onsala BK - Piteå IF - Qviding FIF - Räppe GoIF - Skellefteå FF - Sölvesborgs GoIF - IF Sylvia - Syrianska FC - Täby FK - IFK Tidaholm - Vänersborgs FK - Viggbyholms IK |
| Division 3 (16) (Level 5) | Division 3 (16) (Level 5) | Division 4 (3) (Level 6) | Division 5 (1) (Level 7) |
| - IFK Berga - IF Centern - Dvärsätts BK - Eslövs BK - IK Gauthiod - Hjulsbro IK - Hudiksvalls FF - Karlslunds IF                     | - IF Lödde - Myresjö/Vetlanda FK - Nässjö FF - Öckerö IF - Stenungsunds IF - Torstorps IF - IF Viken - IK Zenith                                           | - Västboås GOIF | - Gimu IF - Jönköpings Torpa BK - Ursvik IK |

## 1. Runde
Teilnehmer: 18 Vereine der Division 1, 26 Vereine der Division 2, 16 Vereine der Division 3, ein Verein der Division 4 und drei Teams aus der Division 5. (Die Ligastufe ist in Klammern angegeben).
| Datum      |                           | Ergebnis              |                                   |
| ---------- | ------------------------- | --------------------- | --------------------------------- |
| 07.05.2025 | IF Viken (IV)             | 0:4                   | IF Karlstad Fotboll (III)         |
| 07.05.2025 | Öckerö IF (V)             | 2:0 n. V.             | FC Trollhättan (III)              |
| 14.05.2025 | Enköpings SK (III)        | 4:2                   | Vasalunds IF (III)                |
| 14.05.2025 | IF Sylvia (IV)            | 2:0                   | Arameisk Syrianska IF (IV)        |
| 21.05.2025 | Dvärsätts BK (V)          | 1:4                   | Kubikenborgs IF (IV)              |
| 27.05.2025 | IFK Berga (V)             | 1:3 n. V.             | Sölvesborgs GoIF (IV)             |
| 03.06.2025 | Karlslunds IF (V)         | 0:1 n. V.             | FBK Karlstad (IV)                 |
| 04.05.2025 | IF Lödde (V)              | 4:3 n. V.             | FC Rosengård 1917 (III)           |
| 09.06.2025 | FBK Balkan (IV)           | 0:3                   | Lunds BK (III)                    |
| 10.06.2025 | Laholms SK (IV)           | 0:2                   | Eskilsminne IF (III)              |
| 10.06.2025 | Onsala BK (IV)            | 4:2                   | Lindome GIF (IV)                  |
| 10.06.2025 | Jönköpings Torpa BK (VII) | 0:3                   | IFK Skövde (III)                  |
| 11.06.2025 | IF Centern (V)            | 2:2 n. V. (4:2 i. E.) | Högaborgs BK (IV)                 |
| 11.06.2025 | Gimu IF (VII)             | 2:3                   | IFK Haninge (III)                 |
| 11.06.2025 | Täby FK (IV)              | 2:1                   | FC Arlanda (III)                  |
| 15.06.2025 | Eslövs BK (V)             | 0:3                   | BK Olympic (III)                  |
| 18.06.2025 | Korsnäs IF (IV)           | 1:0                   | Gefle IF (III)                    |
| 18.06.2025 | Assyriska FF (III)        | 2:0                   | Sollentuna FK (III)               |
| 22.06.2025 | Viggbyholms IK (IV)       | 3:2                   | FC Gute (IV)                      |
| 24.06.2025 | IK Gauthiod (V)           | 2:3 n. V.             | IK Zenith (V)                     |
| 24.06.2025 | FC Järfälla (IV)          | 5:1                   | IF Franke (IV)                    |
| 24.06.2025 | IFK Stocksund (III)       | 0:5                   | Karlbergs BK (III)                |
| 24.06.2025 | IFK Tidaholm (IV)         | 0:3                   | Nässjö FF (V)                     |
| 24.06.2025 | Räppe GoIF (IV)           | 1:0                   | Kristianstad FC (IV)              |
| 25.06.2025 | FOC Farsta (IV)           | 1:2 n. V.             | FC Stockholm Internazionale (III) |
| 25.06.2025 | Ursvik IK (VII)           | 2:3                   | Syrianska FC (IV)                 |
| 27.06.2025 | Torstorps IF (V)          | 2:1                   | Hjulsbro IK (V)                   |
| 29.06.2025 | Piteå IF (IV)             | 5:1                   | Skellefteå FF (IV)                |
| 30.06.2025 | Stenungsunds IF (V)       | 1:2                   | Qviding FIF (IV)                  |
| 01.07.2025 | Hudiksvalls FF (V)        | 2:2 n. V. (4:1 i. E.) | Friska Viljor FC (IV)             |
| 01.07.2025 | Västboås GOIF (VI)        | 2:0                   | Myresjö/Vetlanda FK (V)           |
| 01.07.2025 | Vänersborgs FK (IV)       | 1:1 n. V. (4:2 i. E.) | Torslanda IK (III)                |